# Kværndrup
Kværndrup is een plaats in de Deense regio Zuid-Denemarken, gemeente Faaborg-Midtfyn. De plaats telt 1716 inwoners (2020). Het dorp ligt aan de spoorlijn Odense - Svendborg. Het station uit 1876 is ontworpen door de architect H.A.W. Haugsted.